# Sigatica
Genre
Sigatica est un genre de mollusques gastéropodes marins de la famille des Naticidae. Ce sont des escargots de mer prédateurs.

## Liste d'espèces
Selon World Register of Marine Species (29 octobre 2017) :
- Sigatica bathyraphe (Pilsbry, 1911)
- Sigatica carolinensis (Dall, 1889)
- Sigatica cubana Espinosa, Ortea & Fernández-Garcés, 2007
- Sigatica pomatiella (Melvill, 1893)
- Sigatica semisulcata (Gray, 1839)

## Publication originale
- (en) Otto Meyer et T. H. Aldrich, « The Tertiary Fauna of Newton and Wautubbee, Miss. », The Journal of the Cincinnati Society of Natural History, Cincinnati, Inconnu, vol. 9, no 2,‎ 1er juin 1886, p. 40-50 (ISSN 0885-3487, OCLC 1554732, lire en ligne).